# Kitarist
Kitarist je oseba, ki se profesionalno ali ljubiteljsko ukvarja z igranjem kitare.

## Seznam
- seznam kitaristov
- seznam slovenskih kitaristov